# テイラー (DD-468)
テイラー（USS Taylor, DD/DDE-468）はアメリカ海軍の駆逐艦。フレッチャー級。19世紀のアメリカ海軍少将であったウィリアム・テイラーにちなむ。
「テイラー」は第二次世界大戦中のアメリカ海軍艦艇で特に活躍した1隻であり、大戦中に合計15個の従軍星章と海軍部隊感状を受章した。 ウィリアム・ハルゼー元帥は著書の中でテイラーについて「参加したどの任務でも見事に務めを果たした」と賛辞を贈っている。
なお、2019年現在アメリカ海軍においてテイラーの名を持つ艦は本艦を含め3隻存在したが、いずれも艦名の由来は異なっている。

## 艦歴
「テイラー」は1941年8月28日にバス鉄工所で起工、1942年6月7日にH・バルドリッジ（H. Baldridge）夫人の手で進水した。その後、1942年8月28日にマサチューセッツ州ボストン近郊のチャールストン海軍工廠でベンジャミン・カッツ（Benjamin Katz）少佐の指揮の下就役した。

### 第二次世界大戦
就役後は大西洋艦隊に配属された。第20駆逐戦隊（Destroyer Squadron 20、DESRON TWO ZERO）に加わった「テイラー」はメイン州カスコ湾で訓練を行い、錬成航海の後に沿岸部での船団護衛に従事した。

### 大西洋
11月半ばに沿岸部での活動は終わり、トーチ作戦のために大西洋を横断してカサブランカ沖へ向かう船団を護衛することになった。航海は中立国スペインの商船「ダロー」(Darro) を拿捕したこと以外は特に何も起こらなかった。敵に船団の情報が漏れないように、「テイラー」から派遣された移乗隊は「ダロー」をジブラルタルへ移動させた。「テイラー」は12月初めにアメリカ本国のノーフォークへ戻り、同月半ばまで留まっていた。

### 太平洋
1942年12月17日、「テイラー」は太平洋艦隊での任務に加わるべく、第13任務部隊（Task Force 13, TF 13）と共にハンプトン・ローズを出港した。パナマ運河を抜けてサモアのトゥトゥイラ島を経由し、ニューカレドニアのヌーメアへ到着。1943年1月20日から南西太平洋での任務を開始した。ニューヘブリディーズ集団に加わりヌーメアを発ち、さらに西のエファテ島へ向かい、26日にハヴァンナ港へ入った。そこで第21駆逐戦隊（Destroyer Squadron 21, DesRon 21）第41駆逐隊（Destroyer Division 41, DesDiv 41）に加わる。第21駆逐戦隊は「テイラー」を含む駆逐艦各4隻の駆逐隊からなっており、重巡洋艦3隻、軽巡洋艦3隻、護衛空母2隻からなるロバート・C・ギッフェンの第18任務部隊（Task Force 18, TF 18）を護衛した。

### レンネル島沖海戦
1943年1月27日、僚艦と共にハヴァンナ港を発った第18任務部隊は、ガダルカナル島周辺で活動する数個の任務部隊の一つとして活動した。レンネル島沖海戦に参加した第18任務部隊は日本軍の航空攻撃を受けた。1月29日、一式陸上攻撃機による魚雷攻撃に見舞われた第18任務部隊は対空砲火によって最初の攻撃をほとんど損害なく乗り切った。空襲との戦いは続き、重巡洋艦「シカゴ」(USS Chicago, CA-29) に魚雷が命中し大きな損害を負わせた。重巡洋艦「ルイビル」(USS Louisville, CA-28) に「シカゴ」が曳航される間、「テイラー」は2隻を敵機から守るべく随伴した。翌日も敵機の攻撃は続き、「シカゴ」にはさらに4本の魚雷が命中し遂に沈没した。「テイラー」ら僚艦は乗員の退艦を援護した後エファテ島に戻った。

### ガダルカナル島の戦い
2月4日、第21駆逐戦隊はウォルデン・L・エインズワース少将指揮下の巡洋艦・駆逐艦からなる第67任務部隊に移った。その後すぐに第67任務部隊は第18任務部隊に改編され、今までの第18任務部隊は第19任務部隊に変更された。2月から3月にかけて、「テイラー」はエスピリトゥサント島からガダルカナル島間で活動したエインズワース少将指揮下の軽巡洋艦「セントルイス」(USS St. Louis, CL-49)「ホノルル」(USS Honolulu, CL-48)「ヘレナ」(USS Helena, CL-50) の3隻を護衛した。3月15日から16日の夜には、「テイラー」は「ニコラス」(USS Nicholas, DD-449)「ラドフォード」(USS Radford, DD-446)「ストロング」(USS Strong, DD-467) と共にソロモン諸島中部のコロンバンガラ島ヴィラ・スタンモーアプランテーションへ4度目となる砲撃を加えた。3月26日、「テイラー」はエスピリトゥサント島からガダルカナル島へ向かう給油艦「カナワ」(USS Kanawha, AO-1)、急設網艦「アロエ」(USS Aloe YN-1) そして沿岸輸送船6隻からなる船団を護衛した。船団は29日にツラギへ到着し、「カナワ」が物資を揚陸している間、「テイラー」はエインズワース少将の巡洋艦との任務へ戻った。
4月4日から6日にかけての夜、「テイラー」は巡洋艦と共に「ザ・スロット」（ニュージョージア海峡）を哨戒し、7日には「カナワ」を再度護衛するように命令を受けた。「テイラー」がまさにツラギへ到着するという時に、日本軍の強力な空襲が全てを台無しにした。「カナワ」は港内からの脱出は叶わずに破壊され、「テイラー」は30ノットに増速するとシーラーク海峡を抜けてツラギを離れていった。海峡を通過する際に、敵機3機撃墜、2機撃破を報じている。
その後「テイラー」は4月の大半をソロモン諸島とエスピリトゥサント島間の船団護衛を行って過ごした。4月20日に第18任務部隊に復帰し、駆逐艦母艦によるつかの間の整備の後、ベラ湾での機雷敷設を援護するため5月4日から14日までの10日間、巡洋艦と共に2度の「ザ・スロット」哨戒を行った。11日から14日までの2度目の哨戒中に、「テイラー」他2隻はヴィラ、バイロコ港、エノガイ入江の敵施設を艦砲射撃している。
5月後半から7月初めにかけて、「テイラー」は護衛任務を継続した。5月25日、輸送船「ムナルゴ」を護衛してエスピリトゥサント島を出港し180度経線へ向かい、30日にエスピリトゥサント島へ戻った。ガダルカナル島へ兵員輸送船を護衛した次の任務の最中、6月10日にサンクリストバル島南方で敵機と交戦した。エスピリトゥサント島での修理の後、7月6日まで護衛空母「サンガモン」(USS Sangamon, CVE-26) と対潜哨戒に従事した後、第31任務部隊（Task Force 31, TF 31）に加わるためにツラギを目指した。

### コロンバンガラ島沖海戦
続く4か月間、「テイラー」は中部ソロモン諸島での侵攻を支援する。7月にニュージョージア島上陸を支援、7月11日から12日にはクラ湾のライス泊地へ兵員と物資の揚陸と負傷者の後送を援護した。クラ湾で船団護衛中だった7月12日16時50分に日本の呂号潜水艦をSGレーダーで発見、探照灯照射後に砲撃と爆雷攻撃を加えて損傷させたと判断されたが、沈没は確認できなかった。この潜水艦は「呂101」であり、司令塔や潜望鏡が損傷して水雷長・徳川熙大尉と見張員2名が戦死したものの離脱に成功した。
その日の午後に「テイラー」は第31任務部隊から第18任務部隊へ移された。クラ湾夜戦で失われた「ヘレナ」に代えてニュージーランド海軍の軽巡洋艦「リアンダー」(HMS Leander) を加えた巡洋艦群と共に、「テイラー」は日本海軍水上部隊を迎撃すべくザ・スロットを目指した。その日の午後に日米の部隊が遭遇しコロンバンガラ島沖海戦の幕が開けた。「テイラー」ら駆逐艦は巡洋艦の砲撃と共に魚雷攻撃を行い、そのうち「テイラー」が発射したものと推定される魚雷1本が日本側の旗艦である軽巡洋艦「神通」に命中し、艦体を両断し沈没させた。
コロンバンガラ島沖海戦後、「テイラー」は第31任務部隊へ戻りソロモン諸島中部での上陸戦の支援を続けた。7月15日から16日にかけての夜、ベララベラ島沖で「ヘレナ」の生存者を救助した。23日から24日の夜には、エノガイ入江への上陸を支援し、バイロコ港への更なる砲撃を実施した。明け方にはニュージョージア島ムンダの日本軍陣地砲撃を行っている。
7月30日、「テイラー」は兵員輸送船を護衛してガダルカナル島からニューカレドニアへ向かった。ヌーメアへの途上で船団と分離され、エファテ島で第37任務部隊に加わるように命じられた。

### 第一次ベララベラ海戦

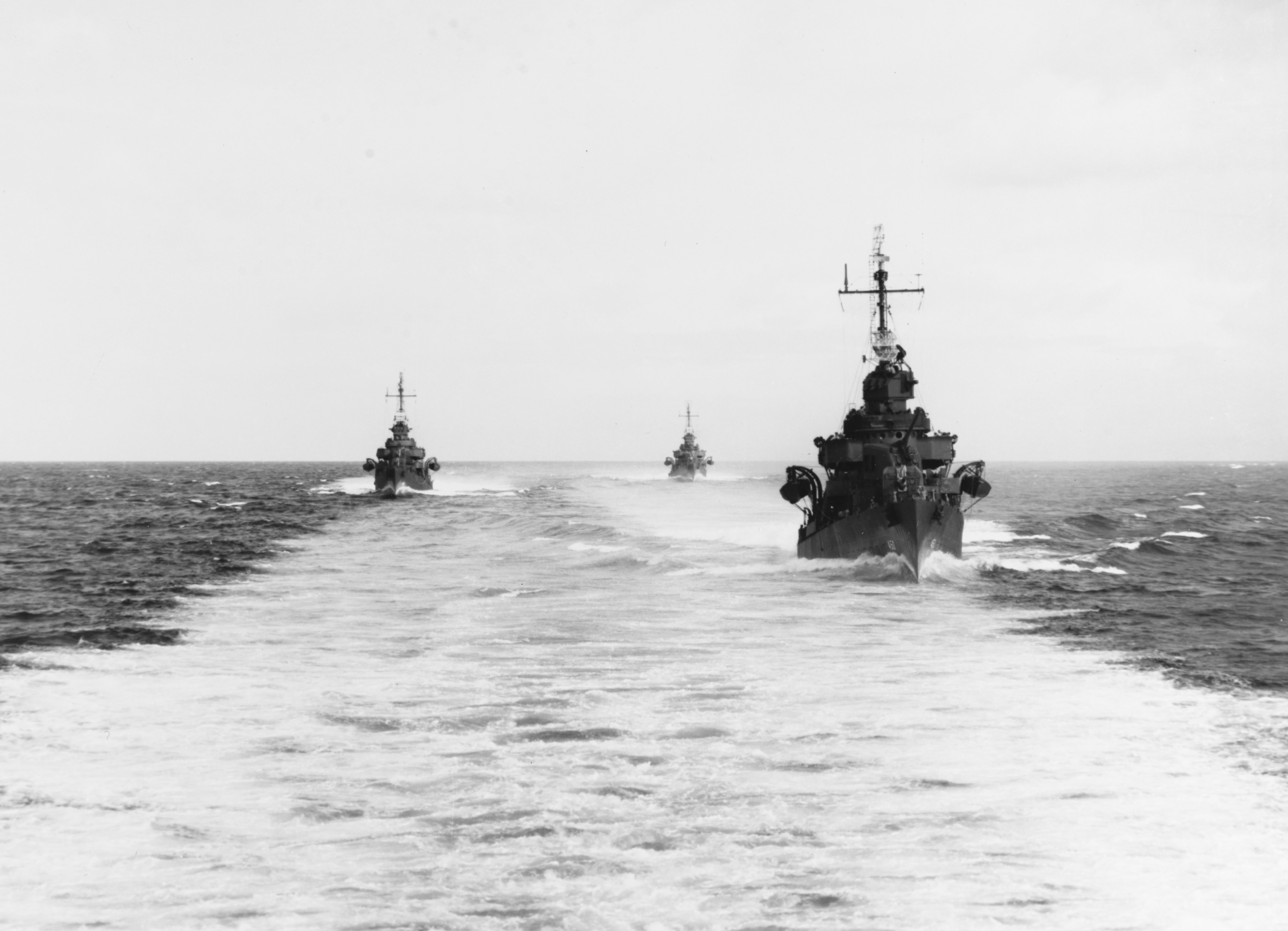
ベララベラ島を目指して進む第21駆逐戦隊。先頭より「オバノン」「シャヴァリア」「テイラー」の順。1943年8月15日。

8月11日、「テイラー」と「ニコラス」「オバノン」(USS O'Bannon, DD -450)「シャヴァリア」(USS Chevalier, DD-451) はガダルカナル島へ戻り、ベララベラ島周辺での任務のために第31任務部隊へ再加入した。
8月15日に「テイラー」らは上陸を援護し、2日後にはパーヴィス湾を出て兵員輸送を行う舟艇を援護する日本海軍駆逐艦を迎撃するように命じられた。この結果第一次ベララベラ海戦が生起し、日米双方の駆逐艦が砲雷撃を交わすことになった。アメリカ側の砲撃が日本の駆逐艦「浜風」らを損傷させたものの、最終的に双方の駆逐艦に損失は出なかった。「テイラー」らは日本側の大発や2隻の駆潜特務艇等を沈めた。
海戦から48時間後、「テイラー」らは再び敵の舟艇輸送を捜索するためにベララベラ島北方海域へと戻ってきた。そこで午後を通して激しい敵機の空襲を受けたが損害無く乗り切った。続く9日間、駆逐隊は1回のコロンバンガラ島沖への機雷敷設援護を含む合計8回にわたる「ザ・スロット」哨戒を実施したが、些細な戦闘にとどまるか何も起こらないまま終わった。
「テイラー」は8月28日にガダルカナル島とソロモン諸島を離れ、攻撃貨物輸送艦「タイタニア」(USS Titania, AKA-13)を護衛してヌーメアへ向かった。それからオーストラリアのシドニーで10日間の修理と休息の後、ヌーメアからガダルカナル島への兵員輸送船団を行う。9月30日にパーヴィス湾へ戻った「テイラー」は、続いてベララベラ島の完全占領を支援した。当時すでに日本側はコロンバンガラ島からの撤退を始めており、ベララベラ島でも間もなく同様に撤退行動が行われると思われていた。それゆえ、「テイラー」と僚艦は撤退を行う日本の舟艇輸送を警戒するために「ザ・スロット」での哨戒を続けた。

### 第二次ベララベラ海戦
10月2日の夜、駆逐艦「テリー」(USS Terry, DD-513) と「ラルフ・タルボット」(USS Ralph Talbot, DD-390) がチョイスル島とコロンバンガラ島間の海域で敵の舟艇隊と水上部隊を迎撃した。これは第二次ベララベラ海戦の幕開けであった。
ニュージョージア島の南で船団護衛中だった「テイラー」「ラルフ・タルボット」そして「ラ・ヴァレット」(USS La Vallette, DD-448) は、すでに日本海軍の駆逐艦と激しく交戦中であった「オバノン」「シャヴァリア」「セルフリッジ」に加勢するよう命じられた。砲撃と雷撃の応酬の結果、駆逐艦「夕雲」と「シャヴァリア」がそれぞれ失われた。また「セルフリッジ」に魚雷1本が命中し、「オバノン」が「シャヴァリア」の艦尾に衝突したがいずれも沈没は免れた。「テイラー」は戦闘の終盤に「セルフリッジ」に接舷すると、艦を救う試みが始まるまでの間に大部分の乗員を移乗させた。それから「テイラー」は傷ついた2隻の駆逐艦を護衛しながら「ザ・スロット」を抜けてパーヴィス湾へ帰還した。
10月17日、「テイラー」は第37任務部隊での任務にあたるため第41駆逐隊の僚艦と共にソロモン諸島南部を出てエファテ島への兵員輸送船を護衛した。10月23日から26日にかけてエファテ島とヌーメア間を回り、弾薬輸送艦「ラッセン」(USS Lassen, AE-3) をエファテ島からヌーメアへ護衛し、代わって逆のルートで補給艦「アルデバラン」(USS Aldebaran, AF-10) をエファテ島へ護衛した。

### ギルバート・マーシャル諸島の戦い
中部太平洋への侵攻とギルバート諸島占領の第一歩として、「テイラー」と僚艦は10月31日に中部太平洋部隊（Central Pacific Force）へ移された。最初の任務は、空母「レキシントン」(USS Lexington, CV-16)「ヨークタウン」(USS Yorktown, CV-10)「カウペンス」(USS Cowpens, CVL-25) ら第50.1任務集団（Task Group 50.1, TG 50.1）の護衛であった。
ギルバート・マーシャル諸島の戦いの中で、11月前半に第50.1任務集団がマーシャル諸島のジャルート環礁とミリ環礁を空襲している間「テイラー」は部隊を護衛した。さらに上陸やその後の地上戦が行われると、島々上空の航空優勢を維持する空母らを守るために対空戦闘と対潜哨戒に従事した。
ギルバート諸島での戦闘後、「テイラー」は続いてマーシャル諸島を空襲する空母の護衛を継続する。これらの強襲が終盤に差し掛かった12月4日の正午、「ラ・ヴァレット」と重巡洋艦「サンフランシスコ」(USS San Francisco, CA-38) と共同で任務集団を攻撃してきた九七式艦上攻撃機4機を迎撃し、うち2機の撃墜を記録している。

### 中部太平洋
作戦後、「テイラー」はアメリカ本土で本格的な修理を行うために12月6日にサンフランシスコへ到着した。修理完了後の1944年2月1日、真珠湾を経由して西太平洋へ戻り、2月18日にマーシャル諸島クェゼリン環礁へ到着した。船団を護衛してエニウェトク環礁へ向かった後に、今度は護衛空母「コーラル・シー」(USS Coral Sea, CVE-57) と「コレヒドール」(USS Corregidor, CVE-58) を護衛して2月29日にエニウェトク環礁を出港し3月3日に真珠湾へ到着した。
12日間の修理と訓練の後、テイラーは護衛空母「サンガモン」「スワニー」(USS Suwannee, CVE-27)「シェナンゴ」(USS Chenango, CVE-28)「サンティー」(USS Santee, CVE-29) を護衛して出発し3月27日にパーヴィス湾へ到着。「テイラー」は第7艦隊に加わるためにニューギニアのミルン湾へ向かう4月5日まで同地に留まった。
「テイラー」は4月7日にミルン湾へ到着し、さらに翌日にはフンボルト湾に上陸する第77任務部隊（Task Force, TF 77）に加わるためにスデスト岬を目指した。戦闘期間中、4月24日まで空母艦上機の戦闘機管制艦として活動し、以降はスデスト岬へ船団護衛任務のために戻った。
任務完了後にモロベ湾へ移動した「テイラー」は、同月中を駆逐艦母艦「ドビン」(USS Dobbin, AD-3) の隣で過ごす。5月の最初の週、「テイラー」はクレチン岬からの船団をホーランジアの戦いが行われているホーランジアの戦闘地域へ護衛し、現地の戦闘機管制艦として働いた。5月7日にクレチン岬へ戻り、2日後に戦車揚陸艦（LST）の船団をラッセル諸島へ護衛した。5月13日、護衛を完了すると第3艦隊でソロモン諸島の任務に戻り、再び別の船団を護衛してニューカレドニアへ向かった。
5月24日に「テイラー」ら第41駆逐隊はヌーメアを発ち、ソロモン諸島の新たな拠点であるバランシェ港に5月27日到着した。その後はバランシェ港を出て8月初めまでビスマルク諸島で活動する。
5月28日から29日にかけての夜、姉妹艦らと共にニューアイルランド島メディナプランテーション沖を哨戒し、敵沿岸砲を無力化するために現地に艦砲射撃を加えた。6月1日から6日にかけて第41駆逐隊は対潜哨戒を実施、さらに7日から14日までの一週間には第30.4任務集団（Task Group 30.4, TG 30.4）に加わりハンターキラーグループとして対潜哨戒を継続した。
6月10日、「テイラー」は敵潜水艦を爆雷攻撃によって浮上させ、5インチ主砲と40ミリ機銃で大きな損傷を負わせた。潜水艦は再び潜航したため、さらに2度の爆雷攻撃を加えて撃沈したと判断された。この潜水艦は「呂111」であったと考えられている。「テイラー」は6月15日にバランシェ港へ戻り、付近で8月の初週まで活動した。

### モロタイ島の戦い
8月5日に「テイラー」は第3艦隊から第7艦隊へ配置換えとなり、8月後半にニューカレドニアのアイタペ周辺での砲撃訓練と9月6日にモフィン湾での上陸演習を行う。これらの訓練は9月15日に行われるオランダ領東インドのモロタイ島への侵攻に備えたものであり、9月をモロタイ島の戦いでの戦闘機管制、対潜・対空警戒を行って過ごした。また10月半ばまで上陸地域への船団護衛任務もこなしている。

### レイテ島の戦い
10月18日から24日にかけて、「テイラー」はレイテ島の戦いに参加する2番目の侵攻部隊を護衛した。24日に日本軍の空襲があったが、煙幕を展開して船団を隠した。その夜スリガオ海峡海戦が発生し、駆逐隊はサンペドロ湾の湾口付近に停泊した。直接水上戦闘に加わることはなかったものの、朝まで支援部隊に加わり活動を行った。ディナガット島周辺を魚雷攻撃部隊（torpedo attack force）と共に哨戒した後、10月27日から28日にかけて護衛空母部隊第77.4任務集団（Task Group 77.4, TG 77.4）を護衛した。この任務中、「テイラー」は撃墜された空母「エンタープライズ」(USS Enterprise, CV-6) 所属の戦闘機パイロットと護衛空母「ペトロフ・ベイ」(USS Petrof Bay, CVE-80) の水兵各1名を救助しているほか、度々発生した敵機による空襲から艦隊を防衛した。
10月29日「テイラー」は第77.2任務集団（Task Group 77.2, TG 77.2）に加わりレイテ湾を出発、ゼーアドラー湾、ウルシー環礁、コッソル水道を訪れた後に11月16日にレイテ湾へ戻った。11月16日から29日にかけて、第77.2任務集団の護衛とスリガオ海峡東口の哨戒を実施した。29日に「テイラー」と僚艦は急降下爆撃機と神風特別攻撃隊の特攻機による激しい空襲を跳ねのけ、この空襲で「テイラー」は撃墜確実1機と2機撃破を主張している。「テイラー」はレイテ湾を出てゼーアドラー湾へ向かい、ルソン島の戦いに参加するためにレイテ湾へ戻る12月28日までのほぼ1か月間をそこで過ごした。

### ルソン島の戦い
「テイラー」は巡洋艦を護衛して1945年1月4日にレイテ湾を出発した。翌日、2機の雷撃機が陣形に向かって飛んでくるのを発見した。さらに潜水艦に対する警報が発せられた後、日本側の特殊潜航艇に爆雷攻撃を行った。爆雷攻撃に続き、その特殊潜航艇に体当たりをかけて撃沈した。艦隊がリンガエン湾へ至り、上陸作戦が行われている間、日本側は「テイラー」と僚艦に一連の激しい空襲を行ったが、「テイラー」の対空砲火は少なくとも2機の撃墜を主張した。1月の終わり、ルソン島西方海上を哨戒する護衛空母と巡洋艦を護衛していた。
1945年2月初めから6月中旬にかけて、「テイラー」はフィリピンのスービック湾で活動した。2月18日から19日にかけて、掃海作業の支援と空挺部隊の進撃路啓開のために、コレヒドール島とマリヴェレス湾への激しい砲撃任務に参加する。
3月初旬、「テイラー」は艦砲射撃によって敵の沿岸防衛設備の抵抗を削ぐと共に掃海作業を援護してミンダナオ島ザンボアンガ再占領を支援。3月15日、コレヒドール島に戻り、島の西側の崖にある洞窟陣地を砲撃した。なおも活動は続き、3月26日に軽巡洋艦「ボイシ」(USS Boise, CL-47)「フェニックス」(USS Phoenix, CL-46)、駆逐艦「ニコラス」「フレッチャー」(USS Fletcher, DD-445)「ジェンキンス」(USS Jenkins, DD-447)「アボット」(USS Abbot, DD-629) と共にセブ島へ上陸作戦に伴う激しい事前砲撃を行っている。
2日間マニラを見物した後「テイラー」は「ボイシ」「フェニックス」、駆逐艦4隻、さらにオーストラリア海軍艦2隻と共にボルネオ島北東部への上陸作戦に携わった。その途上、タウイタウイから筏で逃れようとしていた日本人5名を捕虜にしている。4月27日から5月3日にかけて、「テイラー」と姉妹艦はタラカン島上陸に参加し、上陸前と上陸中の支援砲撃を担当した。上陸から2日後の5月3日に「テイラー」はフィリピンでの任務に戻るため島を後にし、月内いっぱいを訓練に費やした。

### 日本本土近海
6月半ばに「テイラー」はレイテ湾で第3艦隊へ復帰し、戦争の残る期間を艦隊の様々な部隊を護衛して過ごした。6月後半には沖縄南方海上で先島諸島を空襲する空母部隊を護衛する。6月25日にレイテ湾へ戻り7月8日まで過ごした後は、高速空母機動部隊第38任務部隊（Task Force 38, TF 38）の兵站部隊である第30.8任務集団（Task Group 30.8, TG 30.8）の護衛を担当。高速空母機動集団第38.4任務集団（Task Group 38.4, TG 38.4）の護衛に移る8月3日まで、第30.8任務集団と共に本州沖合で行動した。8月8日に第30.8任務集団へ戻り5日間行動を共にした後、再度第38.4任務集団に加わり、日本本土に対する最後の攻撃作戦を護衛することになった。
日本が降伏を表明した8月15日、「テイラー」は高速空母群と共に本州沖を哨戒した。第3艦隊司令長官ウィリアム・ハルゼー大将は第21駆逐戦隊に対して東京湾での日本降伏に参加するよう命じ、その理由を「南太平洋から最後の最後までの長い道程での彼女らの勇敢な戦いのために」（because of their valorous fight up the long road from the South Pacific to the very end.）とした。これにより、8月29日に日本の降伏文書調印のため戦艦「ミズーリ」(USS Missouri, BB-63) が東京湾へ入った際には、「テイラー」と ”戦友" たる「オバノン」「ニコラス」が同行し、戦後初めて東京湾に入ったアメリカ海軍艦艇の栄誉に浴した。「テイラー」は9月2日に「ミズーリ」艦上で行われた降伏文書調印式にも立ち会い、連合国の特派員たちの送迎任務にあたった。
東京湾を発った後もしばらく極東で活動し、10月7日に沖縄へ入港した「テイラー」はアメリカ本土へ復員する米軍部隊を乗せた。10月18日にオレゴン州ポートランドで兵員を降ろした後、11月1日にサンフランシスコへ到着。その後、不活性化処置が行われ1946年5月31日に退役し、サンディエゴで予備役に編入された。

### 朝鮮戦争

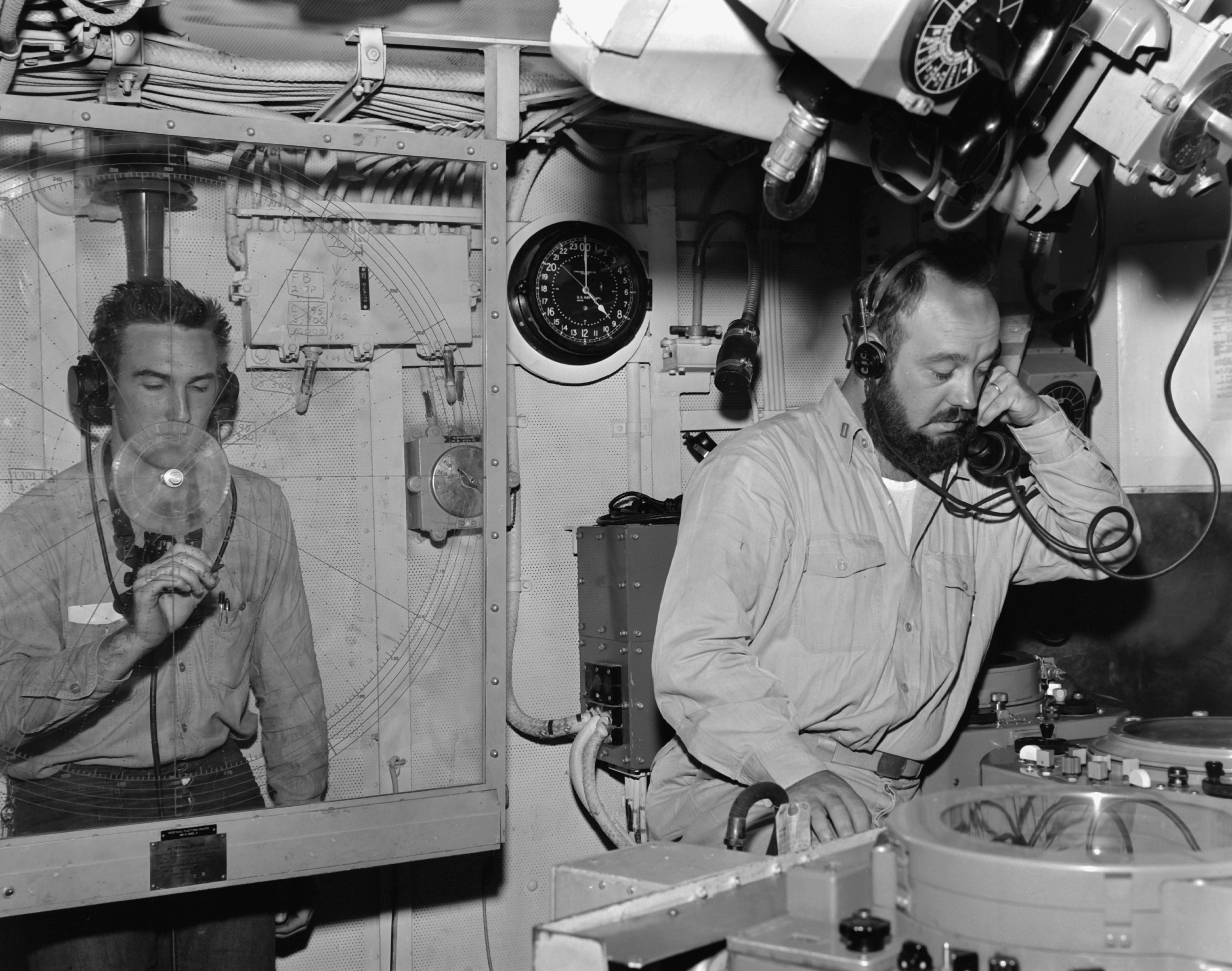
元山沖で活動する「テイラー」の戦闘指揮所（CIC）。1952年9月30日。

4年間の保管の後、「テイラー」は1950年5月9日にサンフランシスコ海軍工廠へ移された。3日後には護衛駆逐艦への改装が開始された。そのため工事中の1951年1月2日に護衛駆逐艦としての艦番号DDE-468が与えられた。1951年12月3日、サンフランシスコにおいてシェルドン・キニー中佐の指揮の下で再就役した。
1952年2月3日からサンディエゴ沖での2か月間の慣熟訓練の後、3月24日に「テイラー」は新たな母港である真珠湾を目指し3月30日に到着した。ハワイ周辺で2か月間行動した後、第二次世界大戦以来となる西太平洋での活動を始める。ミッドウェイ島と日本の横須賀を経由し、既に朝鮮戦争が始まっていた朝鮮半島沖合で航空攻撃を展開していた第77任務部隊（Task Force 77, TF 77）に6月16日合流した。
「テイラー」が極東で活動した5か月間、いくつかの異なる任務を経験することになった。最初は、朝鮮半島沿岸の敵勢力圏を爆撃する高速空母たちの護衛。続いて7月の第2週目からはメンテナンスのために横須賀へ戻った後、ハンターキラー任務を含む数週間の演習を行った。8月1日から再び第77任務部隊の護衛駆逐艦として復帰し、9月には3週間にわたって元山沖での海上封鎖に参加する。この元山での活動はかなり能動的なものであり、掃海艇の活動を支援するために沿岸の北朝鮮軍砲兵陣地や輸送路を砲撃する任務も行われた。
9月下旬には「テイラー」は朝鮮半島水域を離れて南へ向かい、香港での1週間の寄港に合わせて台湾海峡哨戒も行った。10月後半には朝鮮半島西岸へ戻り、イギリス海軍の空母「グローリー」(HMS Glory, R62) と軽巡洋艦「バーミンガム」(HMS Birmingham, C19) と共に哨戒を行う。11月21日に「テイラー」は横須賀へ戻り、本国帰還への旅程を始めた。
ハワイへの途上で西太平洋哨戒を行った後、12月8日に「テイラー」は真珠湾へ入港した。1か月間真珠湾海軍工廠で整備を行い、従来の乗員と新たに配属された乗員の協調性と能力を高めるため、続く3か月間をハワイでの慣熟訓練に費やした。
1953年5月2日、「テイラー」は更なる西太平洋展開のためにハワイを出発する。5月12日に横須賀へ到着した後、佐世保を経由して朝鮮半島西岸へ移動、現地で活動する護衛空母「バイロコ」(USS Bairoko, CVE-115) とイギリス海軍の空母「オーシャン」(HMS Ocean, R68) からなる任務部隊に合流する。この任務の殆どは空母の護衛だったが、一方で「テイラー」は沿岸部を哨戒し、国連軍が確保する沖合の島々への北朝鮮軍の侵攻を防ぐために北朝鮮軍支配地域を艦砲射撃することもあった。
「テイラー」は6月11日に佐世保へ戻り11日間の整備を行った後、沖縄で2週間の対潜戦 (ASW) 訓練に従事した。6月25日に横須賀へ戻ったが、その後すぐに台湾海峡哨戒のために出発した。この任務中に香港、そして中華民国海軍水兵の訓練のため台湾の高雄に寄港している。
「テイラー」は7月20日に横須賀へ戻り、2日間の整備を行った後に母港へ向け出発、7月31日に真珠湾へ帰着した。翌日、真珠湾海軍工廠に入渠して3か月間のオーバーホールに入った。「テイラー」の帰還は朝鮮戦争の休戦と密接に関係していた。1953年7月27日に朝鮮戦争休戦協定が署名された時、「テイラー」は真珠湾への航海のちょうど半ばにあった。すなわち横須賀出港から5日目、真珠湾入港まで残り4日の時点であった。
「テイラー」は2度の朝鮮戦争展開でいくつかの戦闘を経験したものの、それらの出来事は戦争の比較的平穏な最後の2年間に起きたものであった。朝鮮半島と台湾海峡での活動後、1965年にベトナム戦争にアメリカが本格的に介入するまでは全体的に平穏が保たれることになる。

### 1954年から1962年

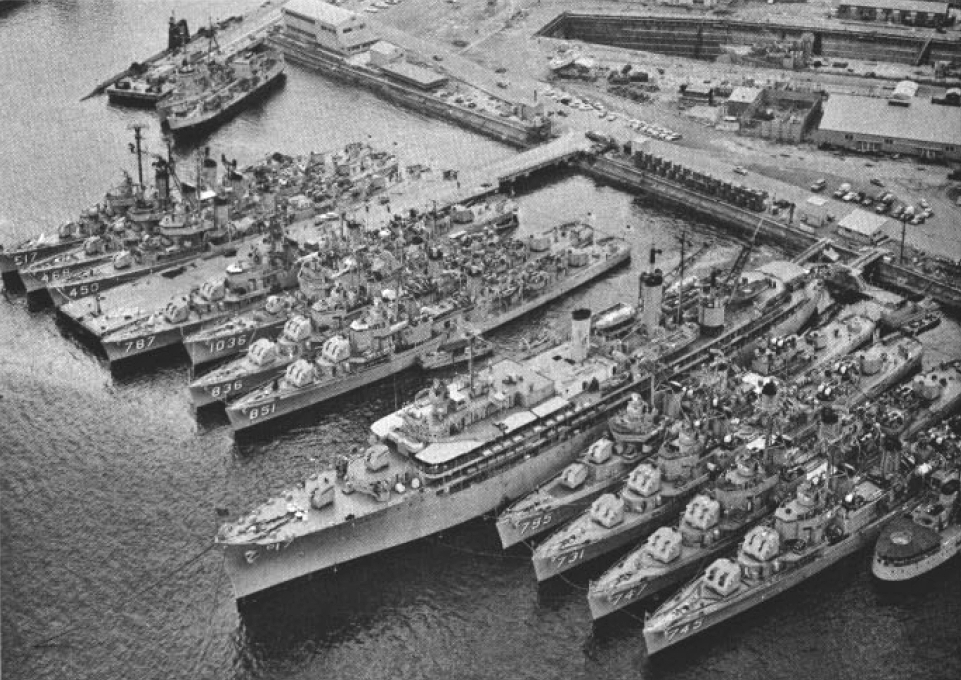
「オバノン」らと共に駆逐艦母艦「ピエドモント」(USS Piedmont, AD–17) の傍らに並ぶ「テイラー」（左から2番目）。1960年頃横須賀海軍施設にて。

1954年3月1日から1959年3月1日までの5年間、「テイラー」は西太平洋へ5度の展開を行った。そのいずれもが、演習と極東の港への親善訪問が目的であった。 アジアでの活動がない時には、真珠湾沖での通常の任務に従事した。
1959年から1960年にかけて朝鮮戦争後6度目の展開を実施した際には、「テイラー」は1942年5月の珊瑚海海戦の勝利を祝う記念行事に参加するためオーストラリアを訪問した。1960年5月26日に真珠湾へ帰還後は、1961年8月に新たな極東展開に備えて真珠湾海軍工廠で大規模オーバーホールを行うまでの間、真珠湾での通常の任務を続けた。
例年の西太平洋展開において、「テイラー」は1962年春から夏にかけて中部太平洋で過ごし、高層大気核実験であるドミニク作戦の支援部隊として活動している。10月、ハワイへ戻ると1962年の終わりまで修理に費やした。同年に護衛駆逐艦から駆逐艦へ類別が変更され、1962年8月7日に艦番号はDD-468へ戻された。

### 1962年から1965年
1962年の残りと1963年前半をハワイ周辺の活動で過ごした「テイラー」は、1963年6月4日に第7艦隊の任務に就くためハンターキラーグループと共に真珠湾を出た。極東への展開中、横須賀、佐世保、スービック湾の基地だけでなく神戸、香港、沖縄、そして釧路にも寄港している。北海道の釧路へ寄港したのは「ピープル・トゥ・ピープル・プログラム」（People to People Program）への貢献であり、日米親善に大いに役立つことになった。これらの活動以外にも、11月29日に真珠湾に帰るまでに数多くの片務的・双務的な演習に従事している。1964年4月までハワイ周辺で活動し、乾ドックにおける3か月間のオーバーホールを挟んで再び活動に戻った。
11月23日、「テイラー」は対潜空母「ヨークタウン」(USS Yorktown, CVS-10) と「タウシッグ」(USS Taussig, DD-746) と共に真珠湾を出てアジア方面へ戻り、一行はミッドウェイ島を経由して12月3日に横須賀へ到着した。4日後、「テイラー」は空母「ハンコック」(USS Hancock, CV-19) とミサイル駆逐艦「ジョセフ・ストラウス」(USS Joseph Strauss, DDG-16) と共に沖縄近海で2週間の対空・対潜演習に参加する。12月19日、佐世保に戻った「テイラー」はそのまま休暇を過ごしつつ新年を迎えた。
1965年1月4日、「テイラー」は佐世保を出て「ヨークタウン」と「タウシッグと」共に香港を目指した。香港で5日間を過ごした後、3隻はフィリピン海で複数の特別任務に従事してから2月24日にスービック湾へ入った。4日後に「テイラー」はフィリピンを出て3月3日に佐世保へ着いた。ちょうど2週間後に南シナ海西部に向かい、3月21日にベトナム沿岸に到着し、その後5週間にわたって現地で哨戒を続けた。4月27日に海域を離れ、5月3日から6日までのつかの間の横須賀寄港を挟み、13日に真珠湾へ戻った。ハワイ周辺での活動の後、12月6日に入渠修理に入った。

### ベトナム戦争

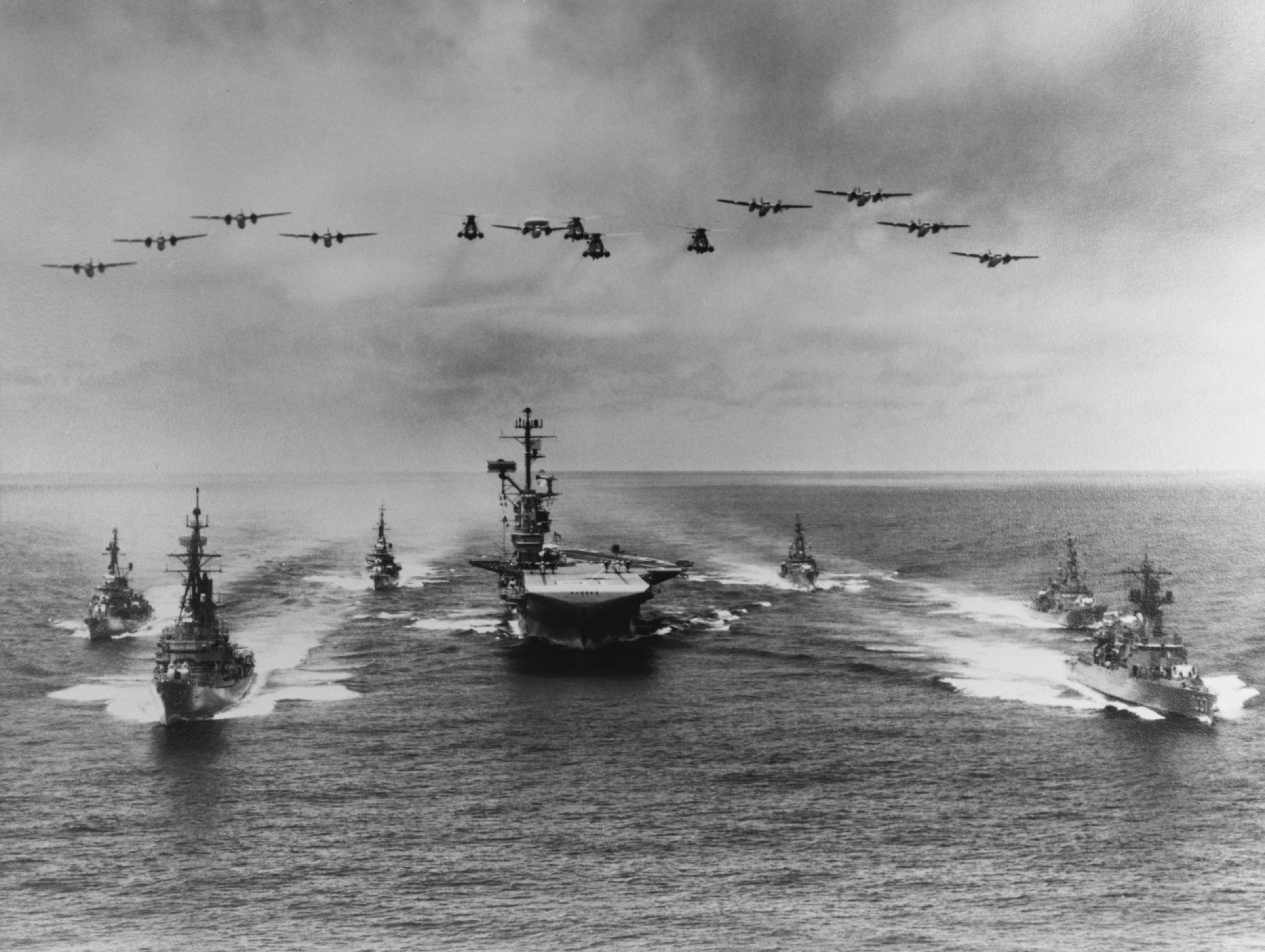
他の艦艇と共に対潜空母「ヨークタウン」を護衛する「テイラー」（左端）。1966年。

1966年1月半ばにドックを出た「テイラー」は2月7日に真珠湾を出て、第111駆逐隊（Destroyer Division 111, DesDiv 111）の僚艦と共に西太平洋へ向かった。10日後に横須賀へ到着し、航海中の損耗の整備のため8日間滞在する。2月25日、ベトナム沖の第70.4任務集団（Task Group 70.4, TG 70.4）に加わるため横須賀を出港し、台湾海峡哨戒のため北へ移動する3月15日まで哨戒を続けた。台湾周辺での活動中には高雄を訪問している。4月12日に香港に向かい5日間の休息の後、21日には再びヤンキー・ステーションでの活動に復帰して沿岸部のアメリカ軍および南ベトナム軍に対する支援活動を続けた。4月28日から5月1日にかけて艦砲による火力支援を提供し、佐世保での整備を挟んで5月26日から6月10日まで対潜訓練を、11日には台湾海峡哨戒をそれぞれ行う。7月5日に台湾近海を離れて7月7日に再び第70.4任務集団に加わり、翌日横須賀へ戻った。1週間を横須賀で過ごした後、7月22日に真珠湾へ帰還した。
「テイラー」は8月2日から月内いっぱいを、駆逐艦母艦「プレイリー」(USS Prairie, AD-15) に接舷してその支援を受けて過ごす。短期間の砲術訓練後「テイラー」は11月下旬まで不活発な状態に置かれた。12月前半の2週間、アメリカ領サモアのパゴパゴへ周航を行ってから、12月16日の真珠湾帰港後は整備と休息に費やした。1967年の最初の3ヶ月間をハワイ周辺の活動と修理で過ごしてから、春の終わりに極東での活動に戻っていった。
4月半ばに即応状態の調査があり、4月18日に「テイラー」はアジアでの第7艦隊の活動へ加わるため真珠湾を出発する。4月25日に第7艦隊から第1艦隊へ配置換えがあり、その3日後に横須賀へ着いた。6月前半に海上自衛隊や韓国海軍の艦艇と共同演習を行った後、2日後に佐世保へ入り、6月19日からヤンキー・ステーションでの第一線任務を始めた。5月22日から6月25日までの間、トンキン湾を往復して空母「ホーネット」(USS Hornet, CV-12) のプレーンガードや友軍地上部隊への砲撃支援を続ける。6月27日にスービック湾へ入り、駆逐艦母艦から支援を受けた後でマニラへ寄港、7月10日に東南アジア条約機構 (SEATO) 合同演習「シードッグ」(Sea Dog) に参加した。「テイラー」は26日から28日にタイランド湾のバン・セーンを訪問、7月28日から3日間のヤンキー・ステーションでの活動の後に台湾へ向かった。8月3日から8月15日まで高雄で過ごした後、8月19日から9月11日にかけて再びベトナム沿岸部で活動する友軍への砲撃支援に明け暮れた。12日にベトナム沿岸を離れ、香港で5日間の寄港の後に新たなトンキン湾巡航を実施。10月11日に横須賀へ戻り、5日後にハワイへの帰路に就いた。
10月23日に真珠湾へ着いた「テイラー」は、その後12月11日に定期オーバーホールに入った。修繕と改修は1968年3月まで費やした。オーバーホールは3月22日に完成し、4月初週に公試に入ったが、そこで発覚した機械的問題のために、更なる活動は月末へ延期になった。5月と6月を慣熟訓練で過ごし、6月27日にカリフォルニア州サンディエゴへ向かった。サン・クレメンテ島で7月3日から11日まで砲術訓練を実施した後で17日にハワイへ戻ったが、道中でカホオラウェ島で砲撃訓練を行っている。帰港から3週間後の8月5日に真珠湾を出てトンキン湾へ向かった。
「テイラー」はミッドウェー島、グアム島、スービック湾で給油を行いながら、8月21日にベトナム沖の海域へ到着した。空母「イントレピッド」(USS Intrepid, CVS-11) のプレーンガードを1日間だけ務めた後、「テイラー」は「イントレピッド」と駆逐艦「マドックス」(USS Maddox, DD-731)「プレストン」(USS Preston, DD-795) と共に佐世保へ向かう。「テイラー」は9月5日にトンキン湾へ戻り、空母のプレーンガードに加えて対空・対水上監視や対潜演習を行った。9月19日に陸地へ接近し、沿岸砲撃支援任務を行った。この任務は、戦闘海域を離れて修理や補給のためスービック湾へ向かう10月6日まで続いた。スービック湾から10月20日に戻ると、また一週間ベトナム沿岸の様々な目標に砲弾を浴びせた。フィリピンでセブとスービック湾へ寄港の後、11月後半から12月初めにかけて砲撃任務に就いた。12月4日に戦闘海域を離れ、ルソン海峡を経由して横須賀に向かった。テイラーは12日に横須賀へ到着しそこでクリスマスを過ごしたが、1969年の正月までには再びヤンキー・ステーションに戻った。
1969年1月半ば、「テイラー」はベトナム海域を離れて二度と戻ることはなかった。スービック湾、マヌス島、メルボルン、オークランド、パゴパゴ、サモアを経由して2月28日に真珠湾へ帰還した。5月、調査の結果、もはやこれ以上任務に従事させるには不適であると判定された。サンディエゴへ移動し、1969年6月3日に退役した。

### イタリア海軍
退役から約1か月後の1969年7月2日に除籍された「テイラー」は、同時にイタリア海軍へ移管された。テイラーは槍騎兵を意味するランチエーレ (Lanciere, D 560) と改名され1971年1月まで使用された後、イタリア海軍で使用されていた姉妹艦の部品取りとして使用された。

### 栄典
「テイラー」は第二次世界大戦の功績で15個（第二次大戦中のアメリカ海軍艦艇で第5位）、朝鮮戦争の功績で2個、ベトナム戦争で6個の従軍星章を受章した。また第二次世界大戦で海軍部隊感状も受章した。